# Nã pháo vào Bộ Tư lệnh
Nã pháo vào Bộ Tư lệnh – Bài đại tự báo của tôi (tiếng Trung: 炮打司令部——我的一张大字报; bính âm: Pào dǎ sīlìng bù——wǒ de yī zhāng dàzì bào) là một bài viết dài do Chủ tịch Mao Trạch Đông chấp bút vào ngày 5 tháng 8 năm 1966, trong Phiên họp toàn thể lần thứ 11 của Ủy ban Trung ương Đảng Cộng sản Trung Quốc khóa VIII, về sau được đăng toàn văn trên tờ Nhân Dân nhật báo của Đảng Cộng sản Trung Quốc vào ngày 5 tháng 8 năm 1967.

## Bối cảnh
Người ta thường tin rằng Nã pháo vào Bộ Tư lệnh nhắm trực tiếp vào Chủ tịch nước Lưu Thiếu Kỳ và Tổng Bí thư Đặng Tiểu Bình lúc đó đang phụ trách các công việc hàng ngày của chính phủ Trung Quốc và đã cố gắng làm dịu phong trào quần chúng đang hình thành ở một số trường đại học ở Bắc Kinh kể từ khi ban hành Thông báo 16 tháng 5, qua đó Mao chính thức phát động Cách mạng Văn hóa. Nhiều cuộc đàn áp hàng loạt quy mô lớn hơn đã xảy ra sau khi bài viết này được xuất bản, dẫn đến tình trạng hỗn loạn khắp cả nước và cái chết của hàng nghìn "kẻ thù giai cấp", trong đó có Chủ tịch nước Lưu Thiếu Kỳ.

## Nội dung
Nã pháo vào Bộ Tư lệnh hoàn toàn không phải là một bài đại tự báo mà chỉ là một đoạn lời phê nhưng cách dùng từ hết sức gay gắt. Nguyên văn của bài viết này như sau:
全国第一张马列主义的大字报和人民日报评论员的评论，写得何等好呵！请同志们重读这一张大字报和这个评论。可是在50多天里，从中央到地方的某些领导同志，却反其道而行之，站在反动的资产阶级立场上，实行资产阶级专政，将无产阶级轰轰烈烈的文化大革命运动打下去，颠倒是非，混淆黑白，围剿革命派，压制不同意见，实行白色恐怖，自以为得意，长资产阶级的威风，灭无产阶级的志气，又何其毒也！联想到1962年的右倾和1964年形“左”实右的错误倾向，岂不是可以发人深醒的吗？

Bản dịch tiếng Việt:
Bài đại tự báo Marxist – Leninist đầu tiên trong cả nước và bài bình luận của bình luận viên Nhân Dân nhật báo, viết hay biết chừng nào! Xin mời các đồng chí hãy đọc lại lần nữa bài đại tự báo và bài bình luận này. Nhưng trong hơn 50 ngày, một số đồng chí lãnh đạo nào đó từ Trung ương đến địa phương lại đi ngược lại con đường đó, đứng trên lập trường tư sản phản động, dập tắt phong trào đại cách mạng văn hóa đang sôi động của giai cấp vô sản, đảo lộn phải trái, đánh lận trắng đen, vây quét phái cách mạng, áp chế những ý kiến bất đồng, thực hiện khủng bố trắng, tự cho là đắc ý, khuyến khích uy phong của giai cấp tư sản, diệt chí khí của giai cấp vô sản, độc ác biết chừng nào! Liên hệ đến những khuynh hướng sai lầm hữu khuynh năm 1962 và bề ngoài là “tả” nhưng thực chất là hữu năm 1964, lại không thể làm cho người ta tỉnh ra hay sao?